# Estación de Antonio Machado
Antonio Machado es una estación de la línea 7 del Metro de Madrid situada bajo la calle Valderrodrigo, cercana a la calle del mismo nombre, en el barrio de Valdezarza (distrito Moncloa-Aravaca). También presta servicio al barrio de Peñagrande (distrito Fuencarral-El Pardo). La estación se abrió al público el 29 de marzo de 1999.

## Accesos
Vestíbulo Antonio Machado
- Valderrodrigo C/ Valderrodrigo, 82
- Valderrodrigo – Valdesangil C/ Valderrodrigo (semiesquina entre C/ Valdesangil y C/ Valle de Mena)
- Ascensor C/ Valderrodrigo, 55 (esquina C/ Valle de Mena)

## Líneas y conexiones

### Metro
| << cabecera                                                  | < estación | línea | estación > | cabecera >> |
| ------------------------------------------------------------ | ---------- | ----- | ---------- | ----------- |
| Hospital del Henares Cambio de tren en Estadio Metropolitano | Valdezarza |       | Peñagrande | Pitis       |

### Autobuses

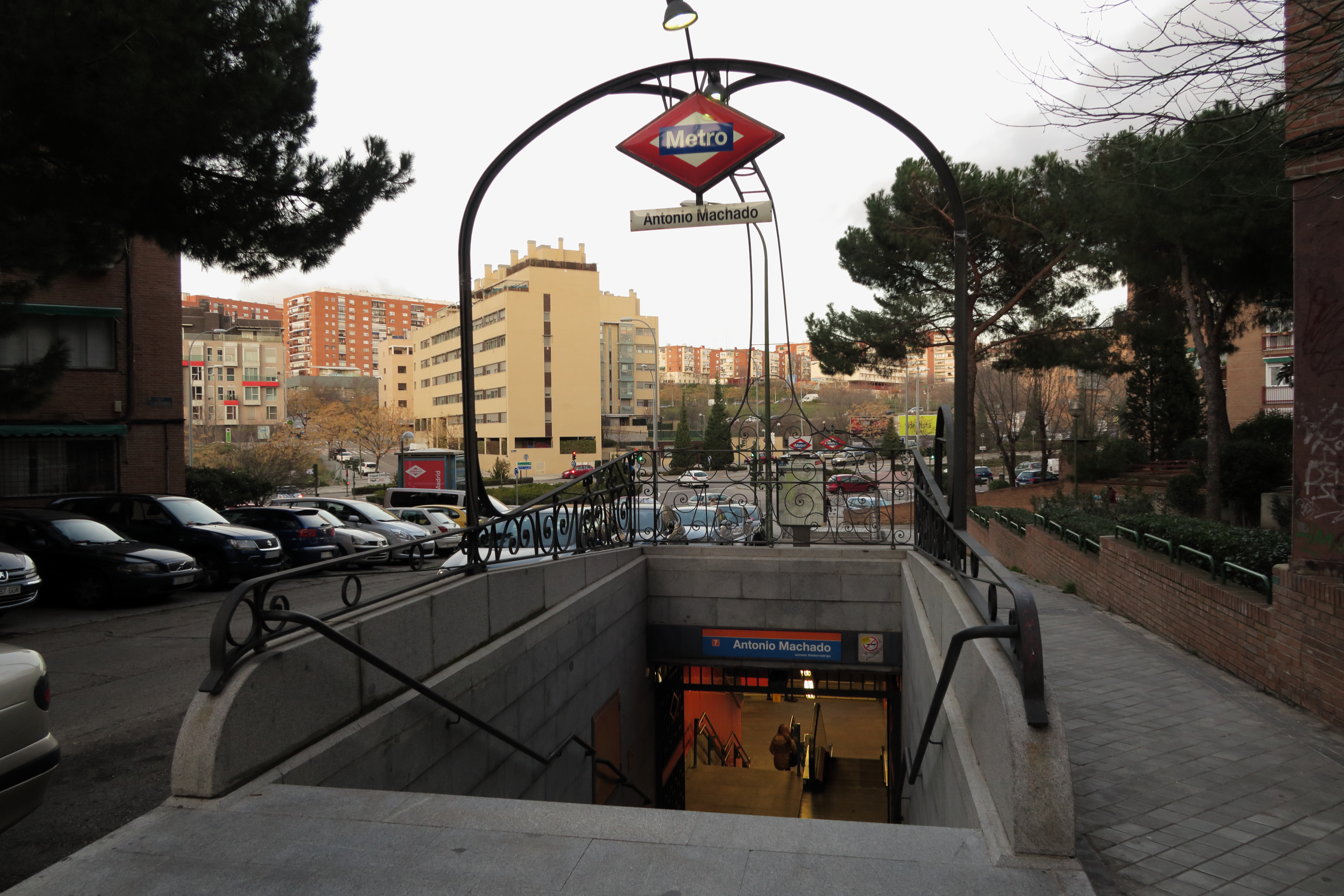
Acceso de la calle Valderrodrigo

| Diurnos   | | |
| Línea     | Destino                                                                                                | Parada                                                                                                 |
| 127       | Ciudad de los Periodistas                                                                              | 1657 METRO ANTONIO MACHADO (C/ Antº Machado, 40)                                                       |
| 132       | Hospital La Paz                                                                                        | 1657 METRO ANTONIO MACHADO (C/ Antº Machado, 40)                                                       |
| 127       | Glorieta de Cuatro Caminos                                                                             | 1658 METRO ANTONIO MACHADO                                                                             |
| 132       | Moncloa                                                                                                | 1658 METRO ANTONIO MACHADO                                                                             |
| Nocturnos | | |
| Línea     | Destino                                                                                                | Parada                                                                                                 |
| N21       | Arroyo del Fresno                                                                                      | 1657 METRO ANTONIO MACHADO (C/ Antº Machado, 40)                                                       |
| N21       | Plaza de Cibeles                                                                                       | 1658 METRO ANTONIO MACHADO                                                                             |
| NOTA:     | Las paradas 1657 y 1658 se encuentran a 200 m de la boca de metro de Antonio Machado de Valderrodrigo. | Las paradas 1657 y 1658 se encuentran a 200 m de la boca de metro de Antonio Machado de Valderrodrigo. |